# 비정규직 차별시정제도
비정규직 차별시정제도는 『기간제및단시간근로자보호등에관한법률』(이하 ‘기간제법’), 『파견근로자보호등에관한법률』(이하 ‘파견법’)에서 규정하여 사용자가 비정규직 근로자(기간제·단시간·파견근로자)를 임금 및 그 밖의 근로조건 등에 있어서 합리적인 이유 없이 불리하게 처우하는 것을 금지하는 대한민국의 제도이다.

## 의의
차별적 처우에 대하여 노동위원회를 통해 시정할 수 있는 절차를 마련하고 있다.
‘차별적 처우’를 임금 그 밖의 근로조건 등에 있어서 합리적인 이유 없이 불리하게 처우하는 것을 말한다고 정하고 있고(기간제법 제2조 제3호), ‘기간제·단시간근로자’임을 이유로 당해 사업 또는 사업장에서 동종 또는 유사한 업무에 종사하는 ‘기간의 정함이 없는 근로계약을 체결한 근로자’에 비하여 차별적 처우를 하여서는 아니 된다고 규정하고 있다(기간제법 제8조 제1항과 제2항). 한편 파견사업주와 사용사업주는 파견근로자임을 이유로 사용사업주의 사업 내의 동종 또는 유사한 업무를 수행하는 근로자에 비하여 파견근로자에게 차별적 처우를 하여서는 아니 된다고 규정하고 있다(파견법 제21조 제1항).
기간제법 및 파견법상 차별은 ① 차별시정 신청인 적격(기간제·단시간·파견근로자)이 있고 ② 동종·유사 업무에 종사하는 비교대상근로자가 있으며 ③ 차별시정을 요구하는 금품이 근로조건에 해당하여 차별금지영역에 포함되고 ④ 불이익 처우가 있으며 ⑤ 불이익 처우에 합리적 이유가 없는 등의 요건을 갖춘 경우에 인정이 될 수 있다. 이 경우 비교대상자로 기간제근로자는 동종·유사 업무에 종사하는 기간의 정함이 없는 근로자(무기계약직)를 선정하여야 하고, 단시간근로자는 동종·유사 업무에 종사하는 통상근로자(풀타임)를 선정하여야 하고, 파견근로자는 사용사업주에 고용된 동종·유사 업무에 종사하는 근로자로 선정하여야 함.
그리고 기간제법 및 파견법에서는 비정규직근로자가 차별적 처우 시정신청시 차별적 처우의 내용을 구체적으로 명시하도록 정하고 있으나 차별시정과 관련한 분쟁에 있어 사용자에게 입증책임을 부담시키고 있다. 따라서 사용자는 차별적 처우의 부존재 또는 그러한 처우가 합리적 이유에 근거한 것임을 입증하여야 한다.

## 적용범위
차별시정제도는 2007. 7. 1. 시행이 되면서 단계적으로 적용 사업장이 확대되어 현재는 상시근로자 5인 이상인 사업장(공공부문은 근로자 1인 이상 포함 사업장)은 모두 적용된다.

### 단계적 적용 확대
국가, 지자체, 지방공기업 등 공공부문 사업장 및 상시근로자 300인 이상 사업장은 2007. 7. 1.부터, 상시근로자 100인 이상 300인 미만 사업장은 2008. 7. 1.부터, 상시근로자 5인 이상 100인 미만 사업장은 2009. 7. 1.부터 단계적으로 확대 적용되었다.

## 신청기간
차별시정신청은 차별적 처우가 있은 날(계속되는 차별적 처우는 그 종료일)로부터 6개월 이내에 신청서를 사업장 소재지를 관할하는 지방노동위원회에 제출하고 지방노동위원회의 결정에 불복할 경우 중앙노동위원회에 재심을 신청한다.

## 차별시정 절차
차별시정 신청서가 접수되면 노동 분야에 대한 학식과 전문성이 있는 교수, 변호사 등으로 위촉된 차별시정 공익위원 3인으로 '차별시정위원회'가 구성되어 당사자로부터 이유서, 답변서를 제출받고, 이 외에도 담당 조사관을 통해 서면조사, 출석조사, 현지조사 등의 방법으로 신청내용에 대해 조사를 한 후에 신청인 및 피신청인, 증인, 참고인 등 관련 당사자들이 참석한 심문회의를 개최하여 사실관계를 확인하고 차별판단 및 시정명령을 할 것인지 여부를 결정하게 된다.
지방노동위원회의 판정에 불복하는 경우 판정서 송달일로부터 10일 이내에 중앙노동위원회에 재심신청을 할 수 있고, 중앙노동위원회의 재심판정에 불복하는 경우 판정서 송달일로부터 15일 이내에 행정소송을 제기할 수 있다. 초심 판정에 대해 재심을 신청하지 않거나 재심 판정에 대해 소송을 제기하지 않은 경우 또는 법원의 판결에 대하여 항소 등을 제기하지 아니하는 경우 시정명령이 확정되며 이와 같이 확정된 시정명령을 이행하지 아니한 경우 1억원 이하의 과태료에 처하게 된다.

## 조정·중재 제도
차별시정위원회의 판정을 통한 해결보다 당사자 간의 자율적인 대화를 통한 해결을 원하는 경우에는 노동위원회에 조정이나 중재를 요청할 수 있는데 이는 차별적 처우 시정신청을 한 날부터 14일 이내에 신청서를 제출하여야 한다.
조정은 당사자 쌍방 또는 일방의 요청 또는 노동위원회의 직권으로 개시되며, 조정이 성립되지 아니하면 다시 판정절차를 통하여 차별여부를 판단하게 되며, 중재는 당사자 쌍방이 요청하는 경우에만 진행되며 당사자간 의견이 다르더라도 차별시정위원회에서 중재 결정을 하게 되dididid 양 당사자는 이에 따라야 한다. 이러한 조정과 중재는 '재판상 화해'와 같은 효력이 있으므로 당사자는 향후 소송에서 이에 저촉되는 내용으로 다툴 수 없다.